# Пайла, Виолито
Виолито Пайла (филипп. Violito Payla; род. 8 января 1979, Кагаян-де-Оро) — филиппинский боксёр, представитель наилегчайшей весовой категории. Выступал за сборную Филиппин по боксу на всём протяжении 2000-х годов, чемпион Азиатских игр, чемпион Азии, обладатель бронзовой медали Игр Юго-Восточной Азии, победитель и призёр многих турниров международного значения, участник летних Олимпийских игр в Афинах.

## Биография
Виолито Пайла родился 8 января 1979 года в городе Кагаян-де-Оро провинции Восточный Мисамис, Филиппины.
Первого серьёзного успеха на взрослом международном уровне добился в сезоне 2001 года, когда вошёл в основной состав филиппинской национальной сборной и побывал на Играх Юго-Восточной Азии в Куала-Лумпуре, откуда привёз награду бронзового достоинства, выигранную в зачёте наилегчайшей весовой категории — на стадии полуфиналов был остановлен тайцем Сомчитом Чонгчохором. Также в этом сезоне завоевал серебряную медаль на Мемориале Феликса Штамма в Варшаве, уступив в финальном решающем поединке поляку Анджею Ржаны, и выступил на чемпионате мира в Белфасте, где в 1/8 финала проиграл представителю Германии Вардану Закаряну.
В 2002 году боксировал на Азиатских играх в Пусане, одержал победу на международном турнире Gee-Bee в Хельсинки, на Кубке Акрополиса в Афинах и на Кубке Анвара Чоудри в Баку, стал серебряным призёром турнира Альгирдаса Шоцикаса в Каунасе.
На Играх Юго-Восточной Азии 2003 года в Ханое попасть в число призёров не смог, проиграв в четвертьфинале наилегчайшего веса Сомчиту Чонгчохору. При этом вновь победил на турнире Gee-Bee в Хельсинки, получил серебро на Афроазиатских играх в Индии, принял участие в мировом первенстве в Бангкоке, где дошёл до четвертьфинала, проиграв французу Жерому Тома.
В 2004 году выиграл домашний чемпионат Азии в Пуэрто-Принсесе, в частности в финале взял верх над корейцем Ким Ги Соком. Благодаря череде удачных выступлений удостоился права защищать честь страны на летних Олимпийских играх в Афинах, однако уже в стартовом поединке категории до 51 кг со счётом 26:36 потерпел поражение от представителя Узбекистана Тулашбоя Дониёрова и сразу же выбыл из борьбы за медали.
После афинской Олимпиады Пайла остался в составе боксёрской команды Филиппин и продолжил принимать участие в крупнейших международных соревнованиях. Так, в 2005 году он дошёл до четвертьфинала на Кубке короля в Бангкоке и выступил на чемпионате мира в Мяньяне, где в 1/8 финала был побеждён кубинцем Андри Лаффитой.
В 2006 году одержал победу на Азиатских играх в Дохе.
На мировом первенстве 2007 года в Чикаго был остановлен в 1/8 финала американцем Роши Уорреном.
Пытался пройти отбор на Олимпийские игры 2008 года в Пекине, но на азиатской олимпийской квалификации в Бангкоке уже в 1/8 финала наилегчайшего веса потерпел поражение от таджика Анвара Юнусова.